# 범어사 삼불연
범어사 삼불연(梵魚寺 三佛輦)은 부산광역시 금정구 범어사에 있다. 2017년 1월 23일 부산광역시의 유형문화재 제178호로 지정되었다.

## 개요
가마 3채로 구성된 범어사 삼련은 불교의 각종 시련의식 및 불교 의례에서 사용되는 조선후기의 불교의식구로서, 제작연대가 1711년경으로 추정되는 중요한 문화재이다. 특히 범어사에 소장되어 있는 1743년(추정) 편집의 ?천지명양수륙재의범음산보집?에 실려 있는 <상중하단시련위의지도>와 함께, 18세기 전반 범어사에서 삼련의식을 행했음을 알려주는 중요한 자료이다. 지금까지 이렇게 18세기 전반 삼련의 존재와 삼련의식 관련 문헌이 함께 남아 있는 경우는 거의 알려져 있지 않아, 범어사에서 매우 일찍부터 이러한 삼련 의식을 발전시키고 행해왔음을 알려주는 매우 귀중한 자료이다.

## 참고 문헌
- 범어사 삼불연 - 국가유산청 국가유산포털